# Grainville-sur-Odon
Grainville-sur-Odon – miejscowość i gmina we Francji, w regionie Normandia, w departamencie Calvados.
Według danych na rok 1990 gminę zamieszkiwało 779 osób, a gęstość zaludnienia wynosiła 148 osób/km² (wśród 1815 gmin Dolnej Normandii Grainville-sur-Odon plasuje się na 293. miejscu pod względem liczby ludności, natomiast pod względem powierzchni na miejscu 863.).